# Nils Rosengren
Nils Jönsson Rosengren (i riksdagen kallad Rosengren i Norrköping), född 28 juli 1853 i Vitaby församling, Kristianstads län, död 30 mars 1904 i Brooklyn, New York, USA, var en svensk folkskollärare och politiker.
Rosengren var ordförande i Norrköpings Arbetarförening 1881-1894. Han var ledamot av riksdagens andra kammare 1891–1893, invald i Norrköpings stads valkrets i Östergötlands län för Nya lantmannapartiet.